# Juanita Coulson
Pour les articles homonymes, voir Coulson.
Juanita Coulson, née le 22 février 1933 à Anderson dans l'Indiana, est une écrivaine américaine de science-fiction et de fantasy, également connue dans les cercles de la musique filk depuis les années 1950 en sa qualité d'auteur-compositeur-interprète.

## Œuvres
- Crisis on Cheiron (1967)
- The Singing Stones (1968)
- Door into Terror (1972)
- The Secret of Seven Oaks (1972)
- Stone of Blood (1975)
- Unto the Last Generation (1975)
- Space Trap (1976)
- Fear Stalks the Bayou (1976)
- Dark Priestess (1977)
- The Web of Wizardry (Premier tome de la série Krantin) (1978)
- Fire of the Andes (1979)
- The Death God's Citadel (Deuxième tome de la série Krantin) (1980)
- La série des Children of the Stars
  - Tomorrow's Heritage Tome 1 (1981)
  - Outward Bound Tome 2 (1982)
  - Legacy of Earth Tome 3 (1989)
  - The Past of Forever Tome 4 (1989)
- Star Sister (1990)
- Shadow over Scorpio (2004)